# La Désobéissance (film)
Pour les articles homonymes, voir La Désobéissance.
Pour plus de détails, voir Fiche technique et Distribution.
La Désobéissance (La disubbidienza) est un film franco-italien réalisé par Aldo Lado et sorti en 1981.
Il s'agit d'une adaptation du roman La disubbidienza d'Alberto Moravia.

## Synopsis
À la fin de la Seconde Guerre mondiale à Venise, le jeune Luca vit une relation difficile avec son père et toute sa famille, bourgeoise et fasciste. Il participe activement à la lutte pour la libération, avec l'espoir que le monde peut changer, mais ses attentes sont déçues.

## Fiche technique
- Titre italien : La disubbidienza
- Réalisation : Aldo Lado
- Scénario : Barbara Alberti, Amedeo Pagani et Aldo Lado d'après le roman La disubbidienza d'Alberto Moravia.
- Photographie : Dante Spinotti, Paolo Tassara
- Lieu de tournage : Venise
- Costumes : Adriana Spadaro
- Musique : Ennio Morricone
- Montage : Alberto Gallitti
- Genre : drame
- Durée : 98 minutes
- Dates de sortie : 
  - France : 15 juillet 1981
  - Italie : 1er août 1981

## Distribution
- Stefania Sandrelli: Angela
- Teresa Ann Savoy: Edith
- Mario Adorf: Mr. Manzi
- Marie-Josée Nat: Miss Manzi
- Karl Zinny: Luca Manzi
- Jacques Perrin: Dario
- Marc Porel: Alfio
- Nanni Loy: professor
- Clara Colosimo